# VinFast VF 5
VinFast VF 5 — це міський кросовер на акумуляторних батареях, який виробляється та продається компанією VinFast з 2023 року. 6 січня 2022 року модель була вперше представлена на Consumer Electronics Show  , а повністю показана на Паризькому автосалоні 2022. 

## Огляд
VF 5 — міський кросовер сегменту А, що входить до лінійки VinFast.  Раніше він був відомий як VinFast VF e32. 